# Chevalier sylvain
Tringa glareola
Espèce
Statut de conservation UICN

 LC  : Préoccupation mineure

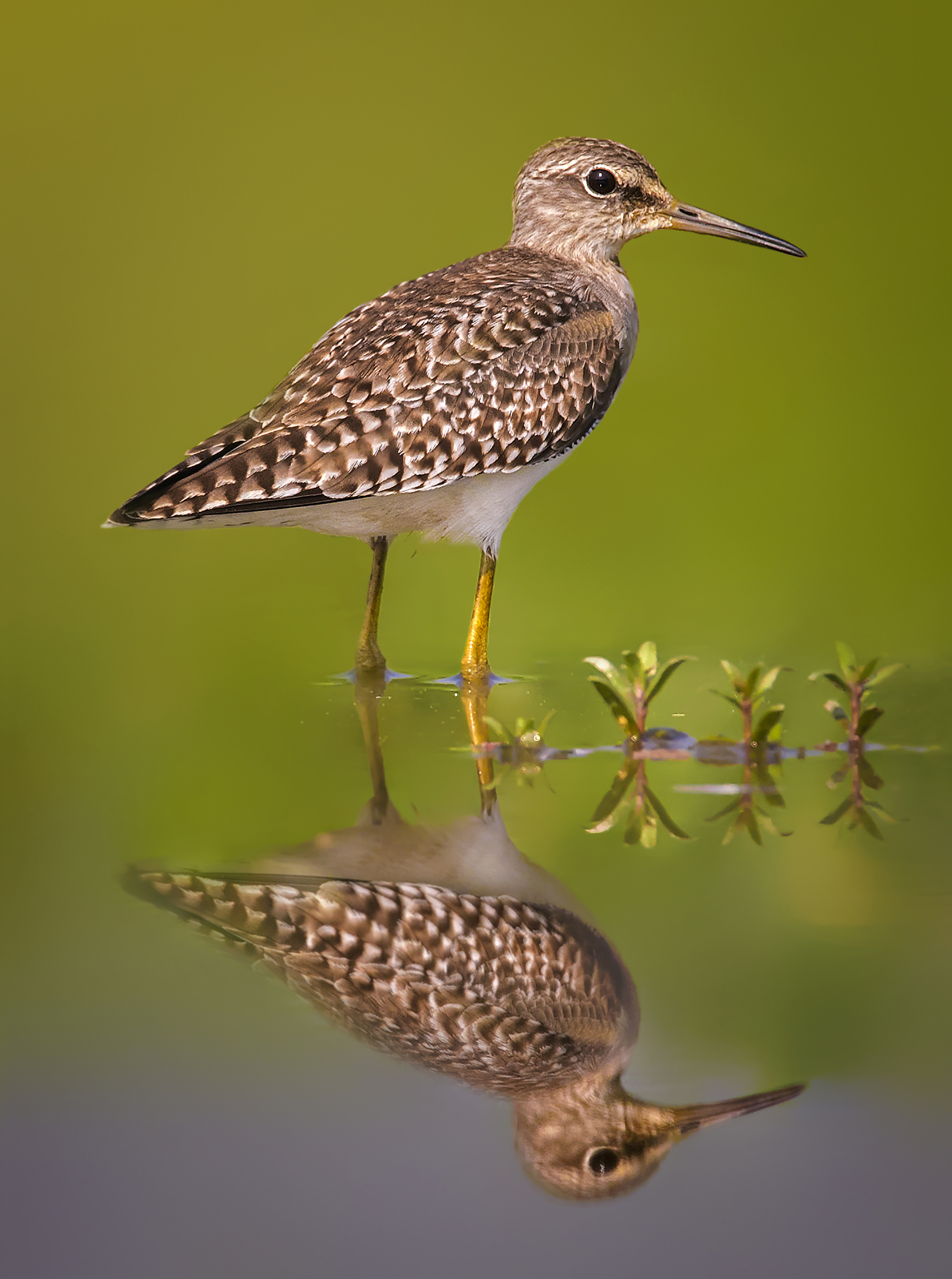
Un chevalier sylvain dans le Bangabandhu Sheikh Mujib Safari Park (বঙ্গবন্ধু শেখ মুজিব সাফারি পার্ক) au Bangladesh. Octobre 2016.

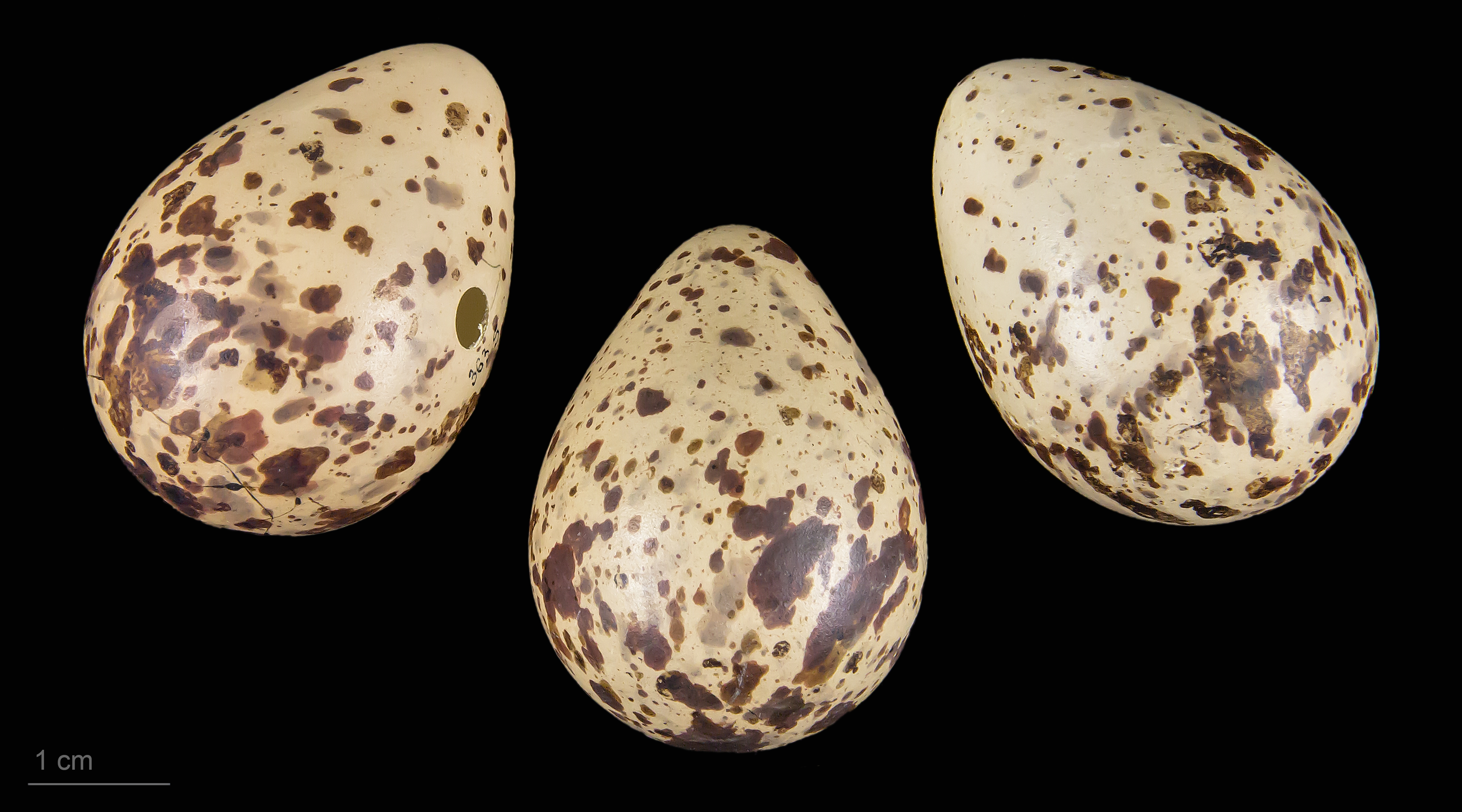
Tringa glareola - MHNT

Le Chevalier sylvain (Tringa glareola) est une espèce d'oiseaux limicoles de la famille des Scolopacidae.

## Répartition

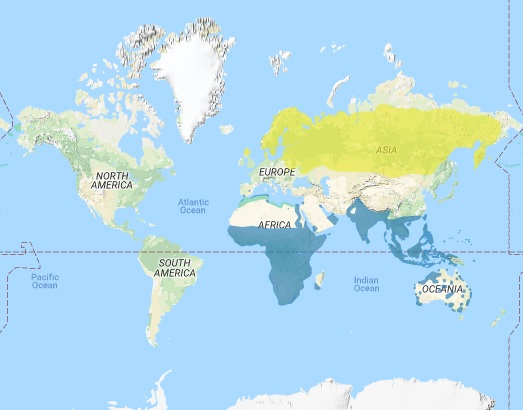
Carte de distribution : nidification en jaune et hivernage en bleu

Il niche de l'Atlantique Nord (Scandinavie) au Pacifique (mer de Béring). Né en Europe, il hiverne en Afrique du Sud et à Madagascar. Né en Sibérie, il gagne l'Asie du Sud et l'Australie. L'espèce bat des records de vitesse : un spécimen bagué a parcouru 1 100 kilomètres en un jour.

## Description
Il est de petite taille (19 à 23 cm de longueur).

## Protection
Le Chevalier sylvain bénéficie d'une protection totale sur le territoire français depuis l'arrêté ministériel du 17 avril 1981 relatif aux oiseaux protégés sur l'ensemble du territoire. Il est donc interdit de le détruire, le mutiler, le capturer ou l'enlever, de le perturber intentionnellement ou de le naturaliser, ainsi que de détruire ou enlever les œufs et les nids, et de détruire, altérer ou dégrader son milieu. Qu'il soit vivant ou mort, il est aussi interdit de le transporter, colporter, de l'utiliser, de le détenir, de le vendre ou de l'acheter.

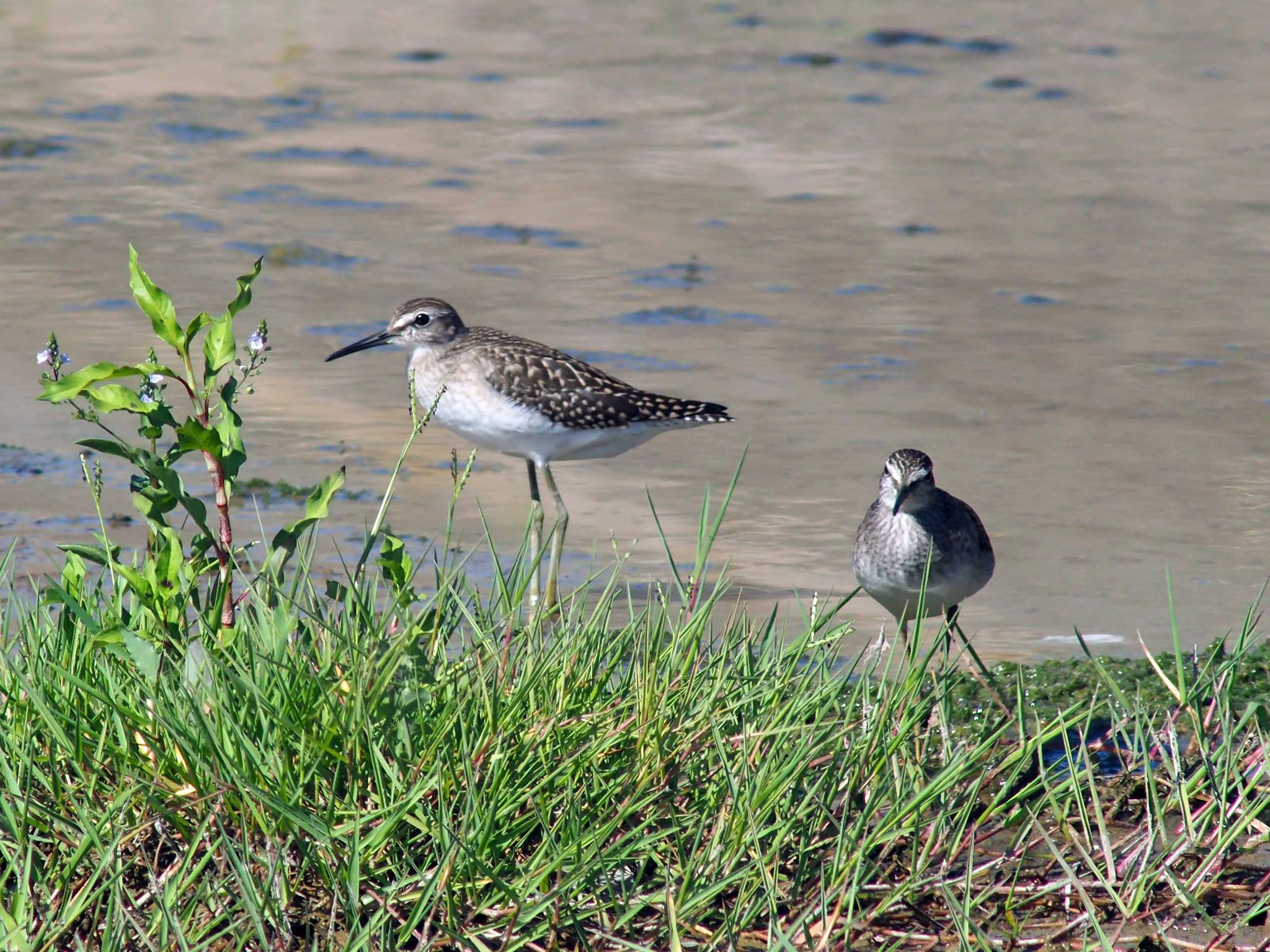
Deux chevaliers sylvains font une pause migratoire en Provence, en fin d'été